# Tuile à emboîtement

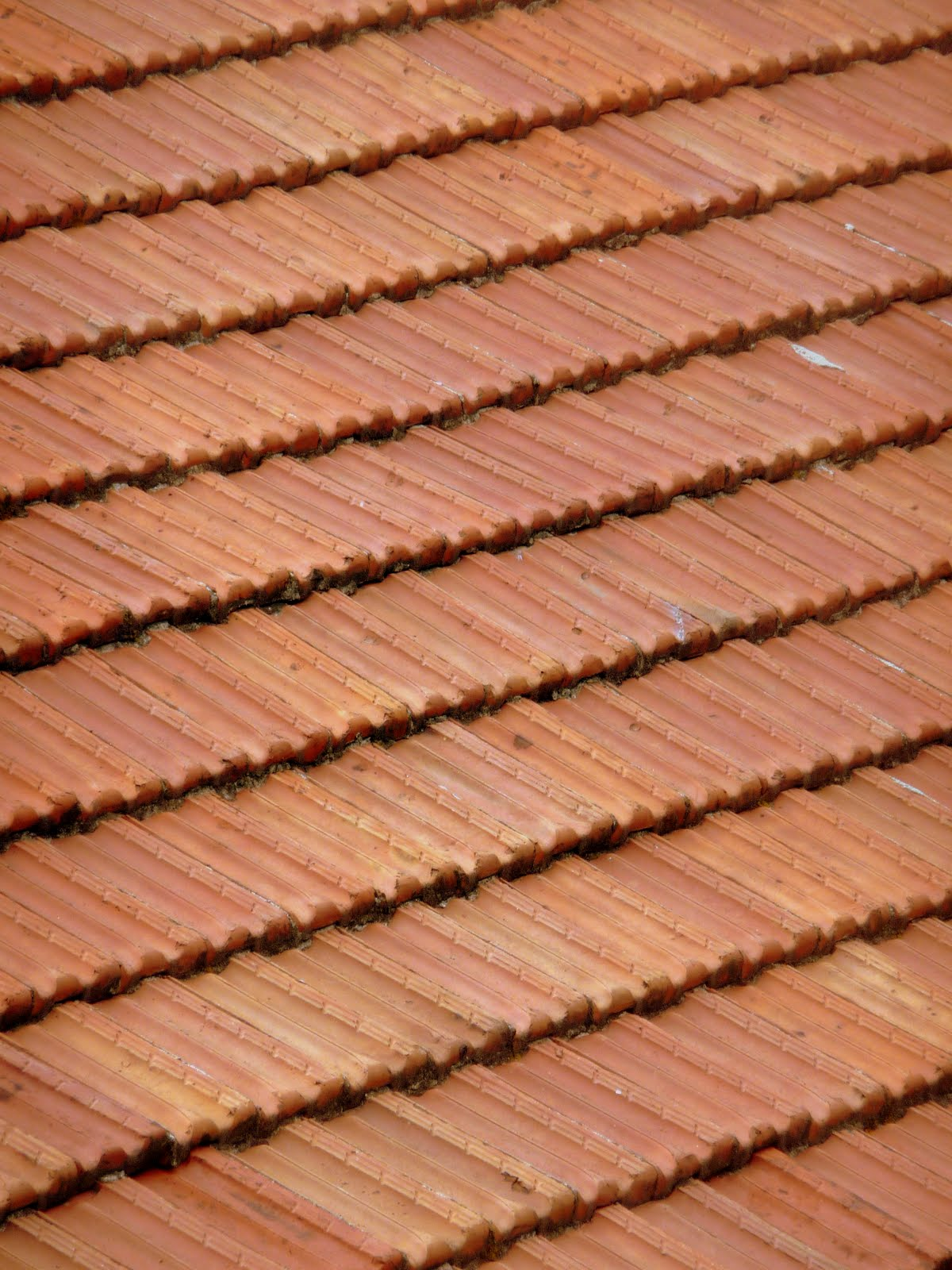
Toiture couverte de tuiles à emboîtement.

La tuile à emboîtement, improprement appelée tuile mécanique, est un matériau de couverture des toits  en terre cuite qui a été inventé et breveté par François-Xavier Gilardoni le 25 mars 1841. En 1850, les frères Gilardoni créent une tuile à double emboîtement qui sera primée lors de l’exposition de 1855. Plus rapides à mettre en œuvre, elles permettent de réduire le nombre de tuiles, tout en empêchant leur glissement par un système d'emboîtement. Par simple, double ou triple emboîtement, les systèmes de cannelures et de nervures assurent l'étanchéité et le maintien des unes par rapport aux autres.

## Avantages
Le poids d’une tuile en terre cuite est d’environ 2 800 g, mais le faible recouvrement réduit considérablement le poids de la couverture sur la charpente (14 à 15 tuiles au mètre carré au lieu de 65 ou 75 pour les tuiles plates selon le modèle, soit 38 kg/m2 contre 65 kg/m2). Cette tuile réduit aussi considérablement le temps de travail, puisqu’il faut trois épaisseurs de tuiles plates pour garantir l’étanchéité et 4 à 5 fois moins de liteaux pour servir d'accroche aux tuiles.

## Inconvénients
Cette tuile a trois inconvénients :

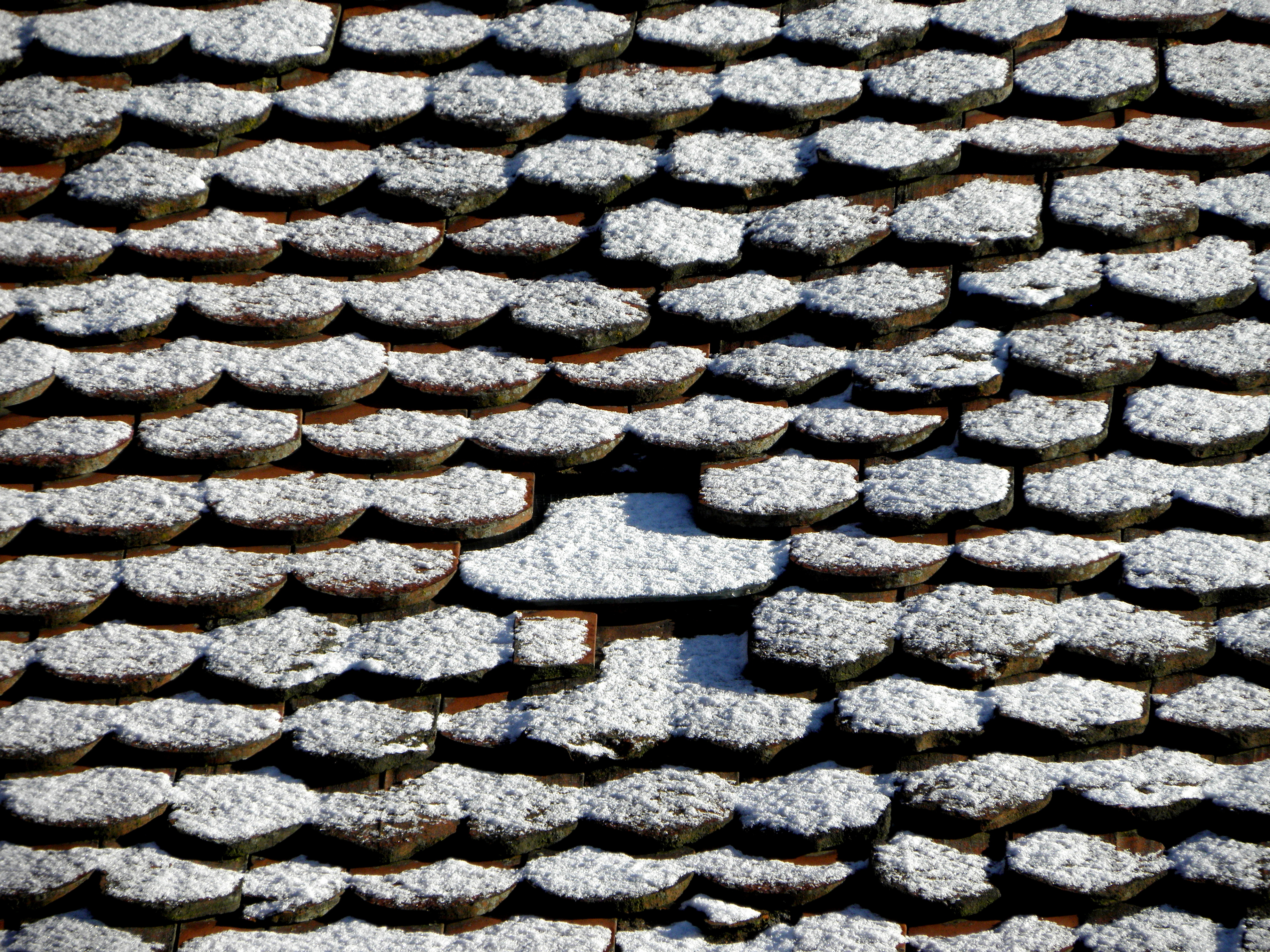
Exemple de couverture en tuiles plates, pour comparaison.

- Un aspect moins esthétique que la tuile plate en terre cuite (inconvénient nuancé de nos jours avec des couleurs et des rainures imitant les petites tuiles anciennes)
- Cette couverture de toiture ne permet aucune rupture d'unité : les petites tuiles plates recouvrent la toiture en couches successives, et le manque d'une tuile n'entraîne pas de voie d'eau, ce qui n'est pas le cas pour les tuiles mécaniques.
- Au point de vue acoustique, elle présente des caractéristiques moins avantageuses que la tuile plate, de l'ordre de 5dB (Rw+C et Rw+Ctr) lorsqu'elles sont couplées à de la laine de verre + BA13.

## Origine de l'expressiontuile mécanique
À la mi-XIXe siècle, la maîtrise de la vapeur permet la mécanisation de la fabrication, du malaxage des terres d’argile (ou glaise) au pressage qui garantit la forme et la précision dimensionnelle, donc la précision d’assemblage. C’est l’automatisation des ateliers qui a amené à l’appellation de « mécanique » d’une tuile qui n’a rien de mécanique en elle-même.

## Succès

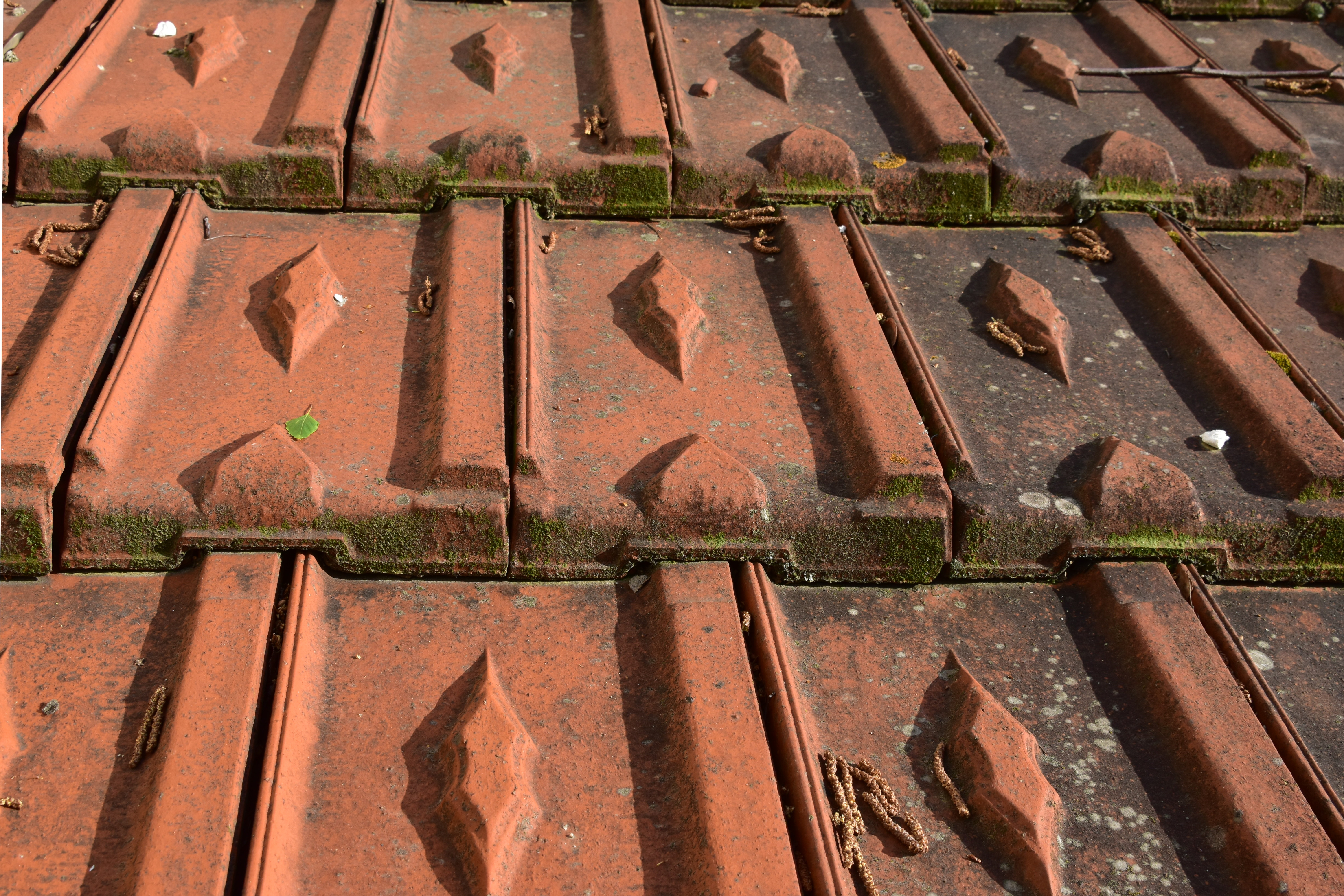
Tuiles losangées sur un toit.

Après quelques améliorations comme le double emboîtement, sa légèreté, son prix réduit par la mécanisation, son système de fixation qui passe du crochet à fixer au liteau à deux saillies qui empêchent la tuile de glisser hors du liteau[réf. souhaitée], cette tuile connaît un vif succès hors de la région d’Altkirch où est implantée la première tuilerie moderne, pour être fabriquée dans des tuileries de Marseille, de Deyvillers (Vosges), Montchanin-les-Mines, Écuisses (Saône-et-Loire), Ivry. Après le retour de l’Alsace-Moselle à la France, la Société des Tuileries Gilardoni Frères, fondée le 20 mai 1919, crée deux tuileries, l’une à Pargny-sur-Saulx en 1925 et l’autre à Retzwiller (Haut-Rhin) en 1926.
Lorsque le brevet tombe dans le domaine public après dix années d’existence, tous les tuiliers adoptent la tuile mécanique, qui prend aussi le nom de losangée en raison du losange en relief au centre de la tuile, qui empêche l’affaissement de celle-ci pendant la phase de séchage et détourne le ruissellement du joint couvert en l'éloignant de part et d'autre.

## Extension du système
Le système d’emboîtement est repris pour la tuile canal qui devient mécanique sous le nom de tuile romane, et même la tuile plate adopte ce système (tuile Mignon, Vauban...) ; cela permet la réalisation de toitures de style à un plus faible coût.
En 1887, l’allemand Adolph Kroer développe un procédé de fabrication de tuiles de béton, plus résistantes au gel dans les pays nordiques (Allemagne, Danemark), en remplacement des tuiles de bois.